# Rubulavirinae
Sous-famille
Genres de rang inférieur
- Orthorubulavirus
- Pararubulavirus

Les Rubulavirinae est une sous-famille de virus de la famille des Paramyxoviridae. 
Elle regroupe deux genres dont celui des Orthorubulavirus auquel appartiennent le virus des oreillons et les Orthorubulavirus humains de sérotype 2 et 4.